# Паулу Рікарду Фігейра Сілва
Па́улу Ріка́рду Фіге́йра С́ілва (нар. 4 березня 1977, Аракажу, Бразилія), більш відомий як Кака́ (порт.-браз. Cacá) — колишній бразильський і азербайджанський футзаліст, головний тренер «Кайрату» і збірної Казахстану.

## Біографія
Кака починав кар'єру граючи одночасно в футбол і футзал. Він поїхав виступати за команду свого міста у Кубку Бразилії, де вдало зіграв і отримав пропозицію від «Пердігао», який виступав у чемпіонаті штату Ріу-Гранді-ду-Сул. Так і почалася його професійна кар'єра. Після трьох років виступів за «Пердігао» вінгер перейшов у «Сан-Мігель», де виступав не дуже вдало і сам попросив керівництво відпустити його геть.
Після цього отримав пропозицію від «Ульброю» з якою в сезоні 2000 року дійшов до півфіналу ліги футзалу (у загальній класифікації команда посіла третє місце). Провівши сезон в «Ульбрі», продовжив виступи у команді «Уноеск», у складі якої з 37-ма голами став найкращим бомбардиром чемпіонату штату Санта-Катарина, що в середньому становило 1,5 голи за гру. Після цього його співвітчизник Алесіо порадив його у ролі підсилення іспанському клубу «Барселона». У кінці 2001 року Кака приєднався до «Барселони» і допоміг клубу не вилетіти з почесного дивізіону.
Два наступні сезони бразилець провів у команді «Дісофт Лас-Пальмас», що виступала у срібному дивізіоні. Після цього він змінив чемпіонат ставши гравцем російського клубу «Спартак-Щолково». Найкращим для нього в підмосковному клубі став сезон 2004/05, коли в його складі він здобув срібло чемпіонату, а сам став найкращим бомбардиром першості. У розіграші Кубка Росії 2004 року вінгер забив 11 голів (в тому числі по одному м'ячу у півфіналі і фіналі), чим допоміг команді пробитися до його фіналу, але там «Спартак-Щолково» поступився фавориту — московському «Динамо» з рахунком 3:5. У наступному розіграші Кубка, що відбувся 2005 року, «Спартак-Щолково» з Кака у складі знову вийшов у фінал і здобув трофей.
2009 року щолківський клуб через фінансові проблеми покинув суперлігу, а Кака став гравцем московського ЦСКА. Але в стані «армійців» бразилець не зумів себе проявити як слід, а пізніше отримав травму і довго відновлювався. Вже на початку 2010 року він перебрався в інший столичний клуб «Динамо-Ямал». Проте там Кака не стільки грав, скільки виконував обов'язки граючого помічника тренера.
Влітку 2010 року Кака очолив азербайджанський клуб «Нефтчі», а також молодіжну збірну Азербайджану. Не зважаючи на твердження про завершення ігрової кар'єри, через деякий час він став допомагати клубу і у ролі гравця. Під його керівництвом «Нефтчі» вдалося нав'язати боротьбу гранду азербайджанського футзалу «Аразу».
Після прийняття азербайджанського громадянства, і погодившись на вмовляння головного тренера збірної Алесіо, залучався до виступів за національну команду цієї країни. Зіграв в обох матчах плей-оф за право виходу на чемпіонату світу 2012 року проти збірної Росії і забив гол у одному із них.
Літом 2012 року, після двох років роботи тренером в Азербайджані, попри пропозицію продовжити роботу з «Нефтчі», вирішив очолити російський клуб «Газпром-ЮГРА». Разом з югорським клубом Кака виграв чемпіонат і Кубок Росії, Кубок УЄФА, а також Кубок кубків.
У січні 2018 року приєднався до складу одеської команди «Чорне море», щоб виступити у чемпіонаті України з футзалу серед ветеранів 40+. Забив 4 голи у чотирьох матчах і був визнаний одним з найкращих гравців першого етапу.

## Статистика виступів

### Клубна
| Сезон                        | Команда                      | Чемпіонат                    | Чемпіонат | Чемпіонат | Кубок | Кубок | Кубок | Загалом | Загалом |
| Сезон                        | Команда                      | Змаг.                        | Матчі     | Голи      | Змаг. | Матчі | Голи  | Матчі   | Голи    |
| ---------------------------- | ---------------------------- | ---------------------------- | --------- | --------- | ----- | ----- | ----- | ------- | ------- |
| 2001-2002                    | «Барселона»                  | Почесний дивізіон            | 19        | 14        | -     | -     | -     | 19      | 14      |
| Загалом за «Барселону»       | Загалом за «Барселону»       | Загалом за «Барселону»       | 19        | 14        |       | -     | -     | 19      | 14      |
| 2004-2005                    | «Спартак-Щолково»            | Суперліга                    | 41        | 49        | КР    | ?     | 11    | ?       | 60      |
| 2005-2006                    | «Спартак-Щолково»            | Суперліга                    | 34        | 22        | КР    | 7     | 4     | 41      | 26      |
| 2006-2007                    | «Спартак-Щолково»            | Суперліга                    | 20        | 14        | КР    | ?     | ?     | ?       | ?       |
| 2007-2008                    | «Спартак-Щолково»            | Суперліга                    | 25*       | 14*       | КР    | 0     | 0     | 25      | 14      |
| 2008-2009                    | «Спартак-Щолково»            | Суперліга                    | 44        | 22        | КР    | 0     | 0     | 44      | 22      |
| Загалом за «Спартак-Щолково» | Загалом за «Спартак-Щолково» | Загалом за «Спартак-Щолково» | 164       | 121       |       | ?     | ?     | ?       | ?       |
| 2009-2010                    | ЦСКА                         | Суперліга                    | 8         | 2         | КР    | 1     | 2     | 9       | 4       |
| Загалом за ЦСКА              | Загалом за ЦСКА              | Загалом за ЦСКА              | 8         | 2         |       | 1     | 2     | 9       | 4       |
| 2009-2010                    | «Динамо»                     | Суперліга                    | 6         | 0         | КР    | 2     | 0     | 8       | 0       |
| Загалом за «Динамо»          | Загалом за «Динамо»          | Загалом за «Динамо»          | 6         | 0         |       | 2     | 0     | 8       | 0       |

Примітка. За іншими даними в чемпіонаті Росії сезону 2007/08 Кака зіграв 24 або 26 матчів і забив 15 голів.

## Титули та досягнення

### Гравець
«Спартак-Щолково»
- Суперліга
  -  Срібний призер чемпіонату Росії (1): 2004/05
  -  Бронзовий призер чемпіонату Росії (1): 2005/06

- Кубок Росії
  -  Володар (1): 2005
  -  Фіналіст (1): 2004

«Динамо-Ямал»
- Суперліга
  -  Бронзовий призер чемпіонату Росії (1): 2009/10

- Кубок Росії
  -  Володар (1): 2009/10

#### Індивідуальні призи
- Найкращий бомбардир Суперліги: 2004/05 (49 м'ячів)
- Найкращий бомбардир Кубка Губернатора Московської області: 2005 (4 м'ячі)[13]
- Найкращий гравець першого етапу чемпіонату України серед ветеранів 40+: 2018

### Тренер
«Нефтчі»
- Прем'єр-ліга
  -  Срібний призер чемпіонату Азербайджану (1): 2010/11

- Кубок Азербайджану
  -  Володар (1): 2010/11

«Газпром-ЮГРА»
- Суперліга
  -  Чемпіон (1): 2014/15
  -  Срібний призер чемпіонату Росії (3): 2012/13, 2013/14, 2015/16
  -  Бронзовий призер чемпіонату Росії (1): 2016/17

- Кубок Росії
  -  Володар (1): 2015/16
  -  Фіналіст (1): 2013/14

«Кайрат»
- Суперліга
  -  Чемпіон (3): 2018/19, 2019/20, 2020/21

- Кубок Казахстану
  -  Володар (1): 2019/20

- Суперкубок Казахстану
  -  Володар (1): 2019

#### Міжнародні

##### Європа
- Кубок УЄФА
  -  Володар (1): 2015/16

- Кубок кубків
  -  Володар (1): 2012